# Sagami Railway
Sagami Railway Co Ltd (яп. 相模鉄道株式会社 сагами тэцудо: кабусики гайся) или Сотэцу (яп. 相鉄 со:тэцу) — японский частный железнодорожный оператор. Линии компании расположены в префектуре Канагава. Является в ключевой компанией  холдинга Sotetsu Holdings, Inc в который так же входят сети супермаркетов и автобусных маршрутов. Ежедневный пассажиропоток на линиях компании к 2010 году достиг 623 500 человек.

## История
В январе 1917 года в Тигасаки для перевозки гравия с реки Сагами была основана компания Sagami Railway KK. Первый участок линии от станции Тигасаки до станции Самукава был открыт в 1919 году, и постепенно к 1931-му году линия была доведена до станции Хасимото. Было налажено прямое сообщение со станцией Хатиодзи , но вследствие экономического спада данное направление было закрыто, а сама компания вошла в состав корпорации Tokyu.
В 1917 году в была основана компания Jinchu Railway KK. Первый участок компании от станции Футаматагава до станции Ацуги был открыт в мае 1926 года. К 1933 году линия была проложена до Иокогама, но компания столкнулась с финансовыми струдностями и в 1939 году вошла в состав корпорации Tokyu. Линии двух компании соединились на станции Ацуги.
В апреле 1943 года, компания Sagami Railway поглотила компанию Jinchu Railway железнодорожная сеть компании была разделена на две линии: "Линию Сагами" и "Линию Дзинтю". В июне 1944 года,  Линия Сагами и ветка Ниси-Самукава были приобретены правительством для того чтобы служить проходным маршрутом между линиями Токайдо и Тюо. В то же время, так как был открыт аэропорт Ацуги Императорского флота Японии, поток пассажиров и грузов резко вырос. В результате, компания Sagami Railway полностью передала управление линией в руки Tokyu. Под руководством, линия была полностью электрифицирована к 1944 году.
В июне 1947 года сотрудники корпорации выкупили свою компании у корпорации Tokyu и установили новое управление.
В 1952 году, Sagami Railway приобрела участок площадью 25,000 квадратных метров около западного выхода станции Иокогама у компании Standard Oil, на котором был построен первый универмаг Сотэцу.

## Планируемый участок до грузовой линии Токайдо
Sagami Railway и JR планируют проложить новый участок протяжённостью  2,7 км, под названием Соединительная линия Сотэцу JR (яп. 相鉄ＪＲ直通線 со:тэцу JR тёкуцу:), соединяющий линию Сотэцу с грузовой линией Токайдо в районе станции Нисия. Завершение строительства ожидается в 2015 году.

## Линии

Линии Sagami Railway

Компания управляет двумя пассажирскими и одной грузовой линиями. Все линии полностью электрифицированы.

### Пассажирские
- Линия Сотэцу от станции Иокогама в городе Иокогама до станции Эбина в городе Эбина, 18 станций, 24,6 км.
- Линия Идзумино от станции Футаматагава в городе Иокогама до станции Сёнандай в городе Фудзисава, 8 станций, 11,3 км.

### Грузовая
- Линия Ацуги (яп. 厚木線 ацуги сэн) в городе Эбина.

## Подвижной состав

### Текущий
- 7000 and New 7000 series and  EMU (представлены в 1975)
- 8000 series EMU (представлены в 1990)
- 9000 series EMU (представлены в 1993)
- 10000 series EMU (представлены в 2002)
- 11000 series EMU (представлены в 2009)
- 700 series EMU - Remodeled 7000 series. For test and rescue train. (представлены в 2006)

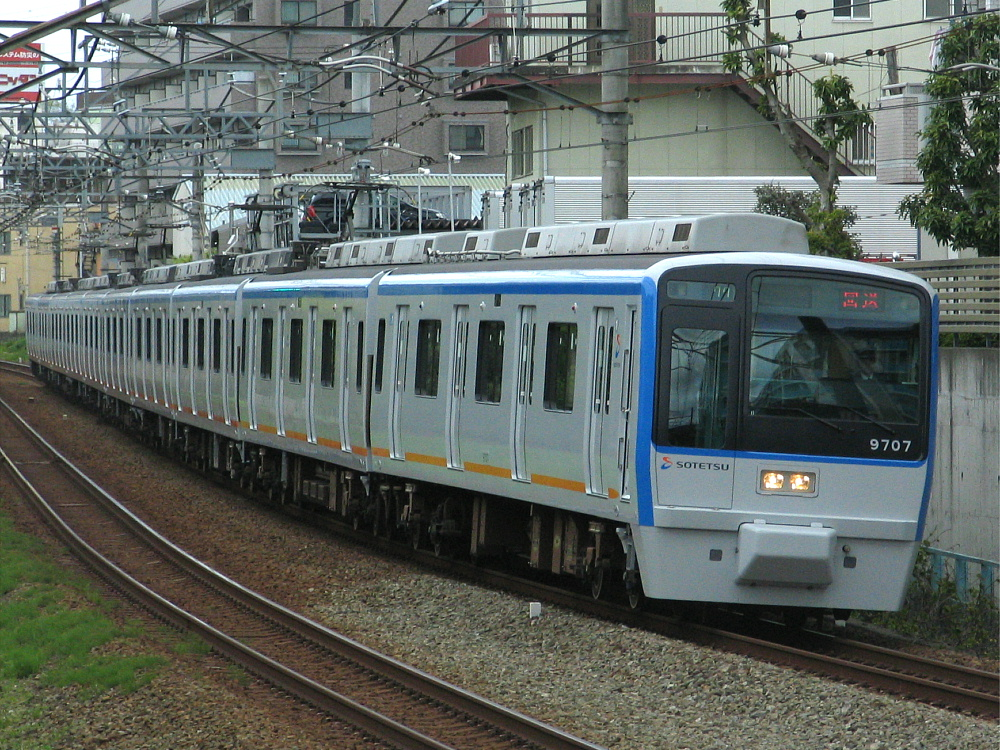
серия 9000 пересмотренная окраска,апрель 2007
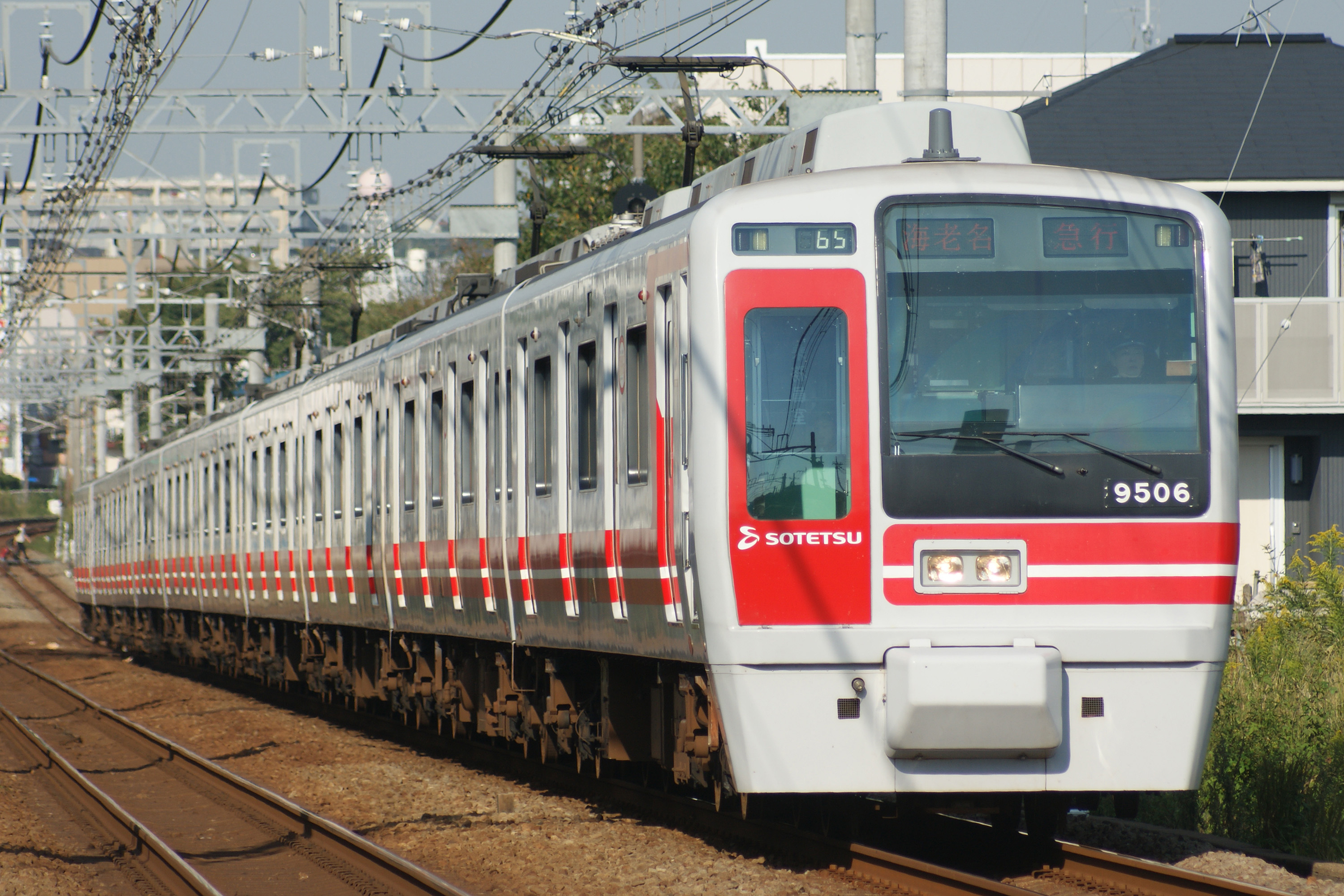
серия 9000 оригинальная окраска
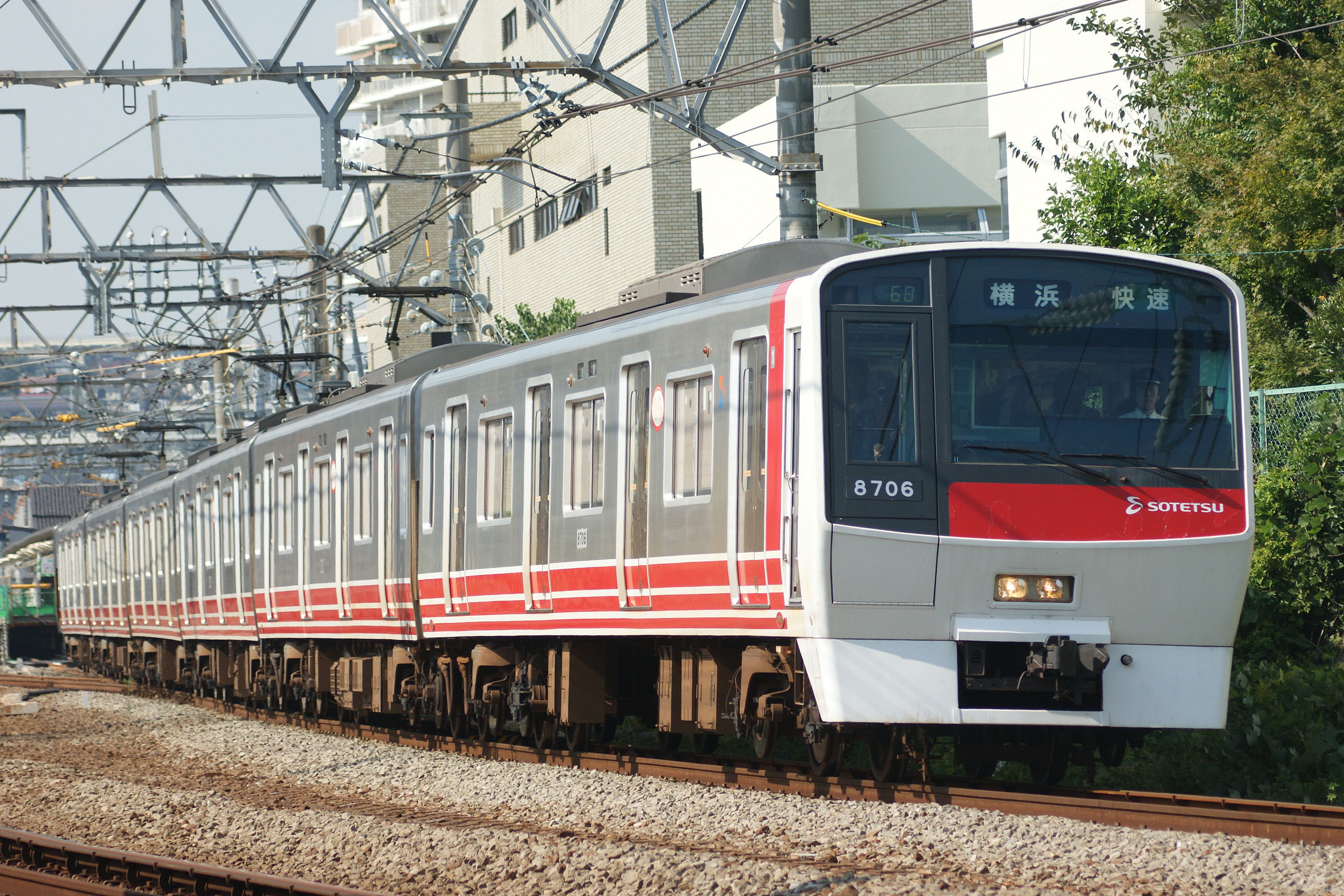
серия 8000 оригинальная окраска
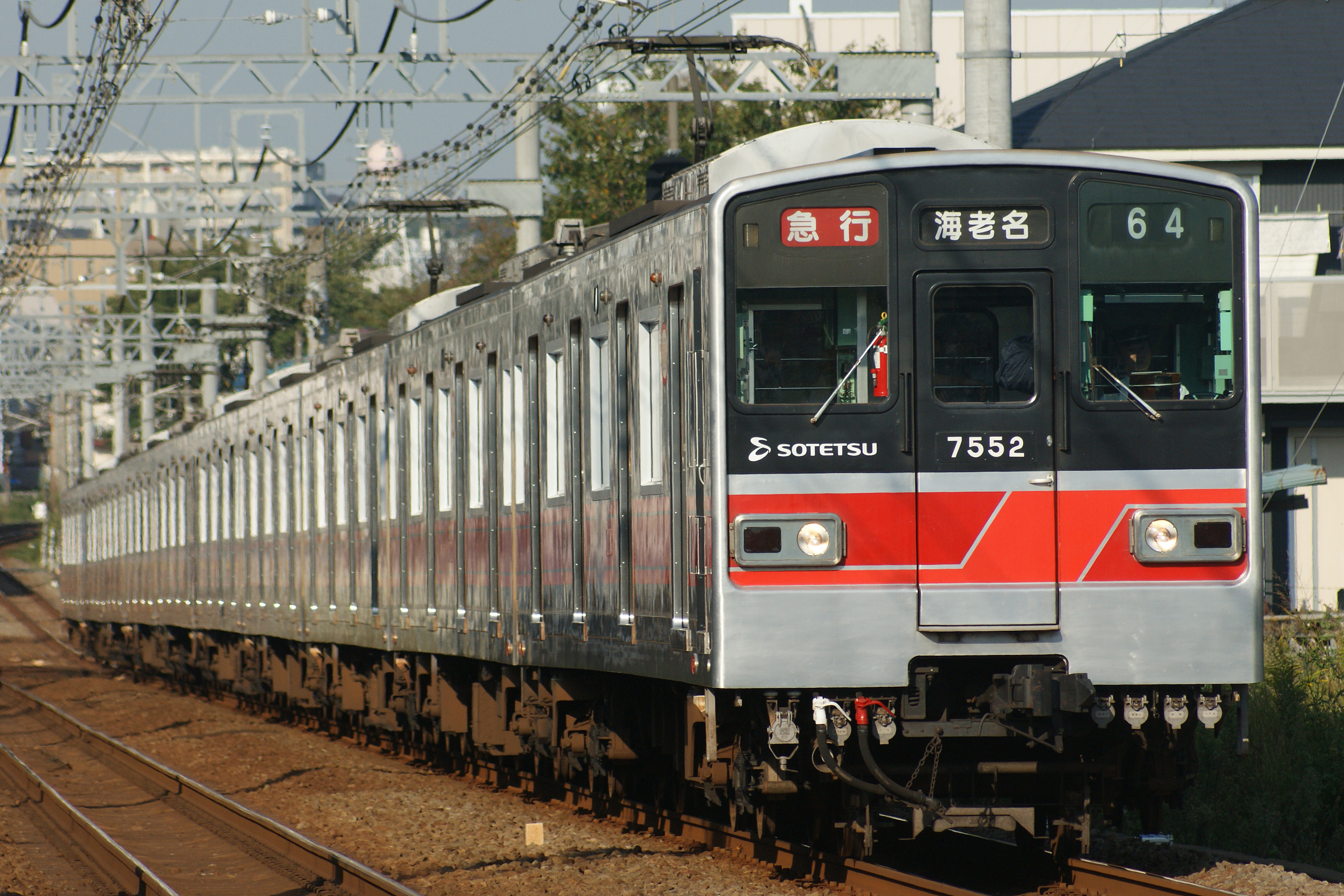
новая серия 7000 оригинальная окраска, октябрь 2008
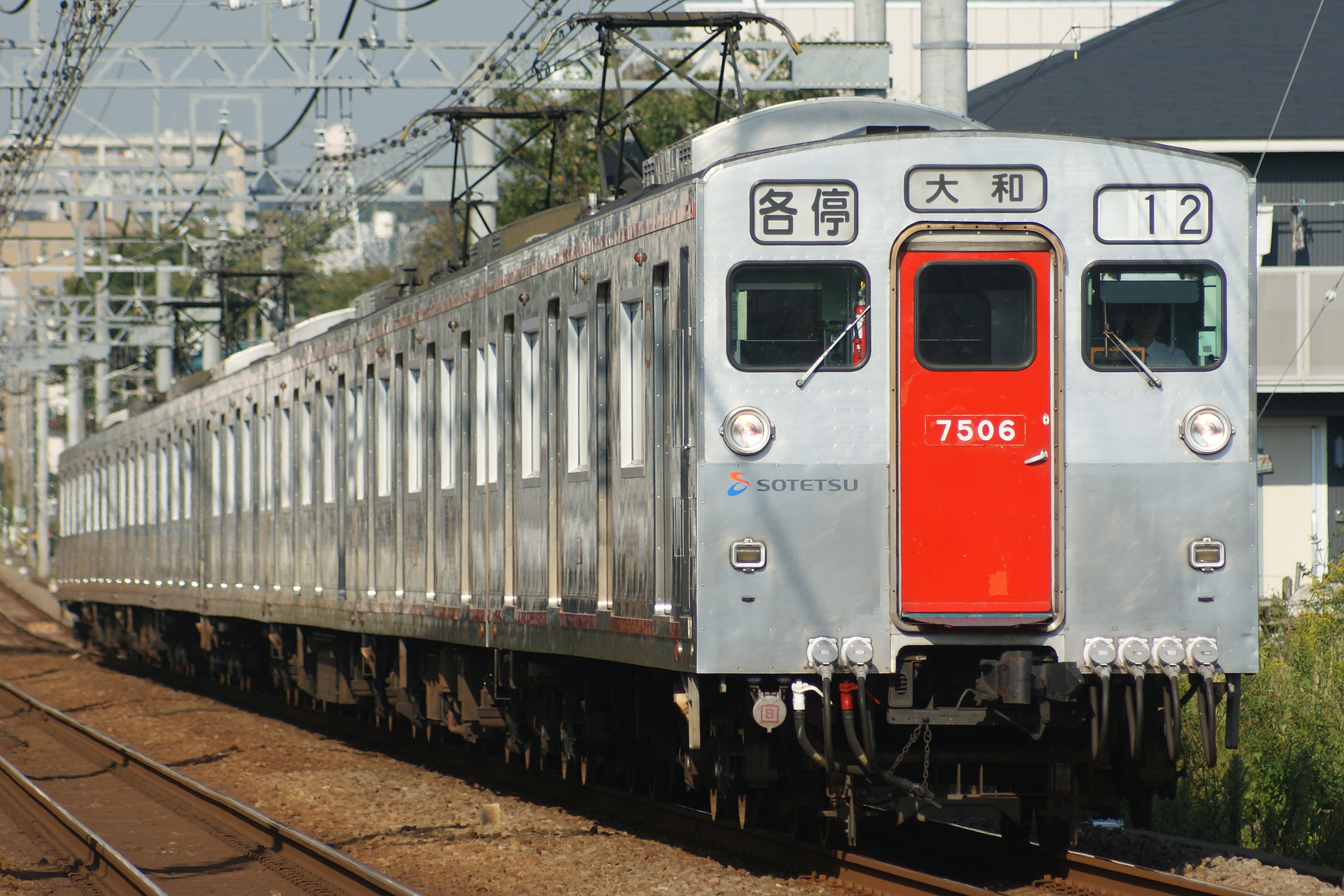
серия 7000, октябрь 2008
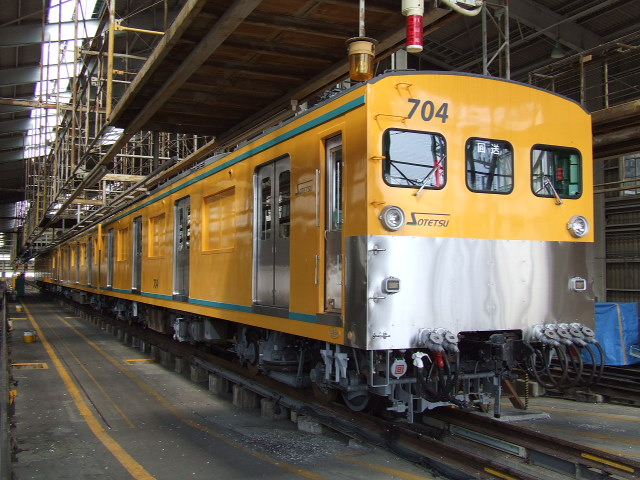
серия 700

### Использованный ранее
- серия 1000
- серия 2000 и 2100 (представлены в 1951)
- серия 6000 (представлены в 1961)
- серия 3000 (представлены в 1951)
- серия 5000 (представлены в 1955)
- ED10

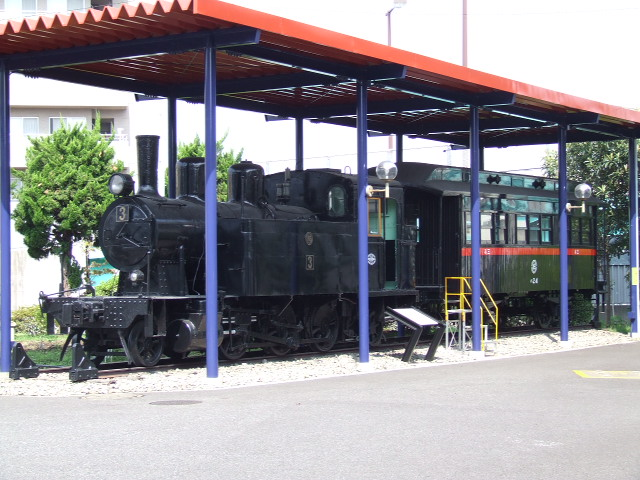
Сохранённый паровоз компании Jinchu Railway
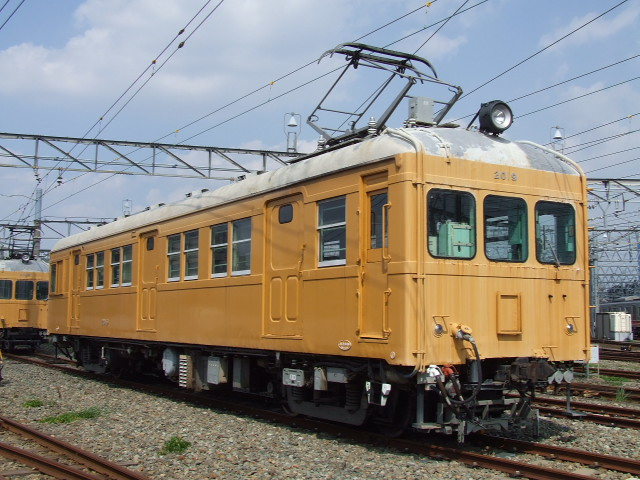
серия 2000, сентябрь 2009
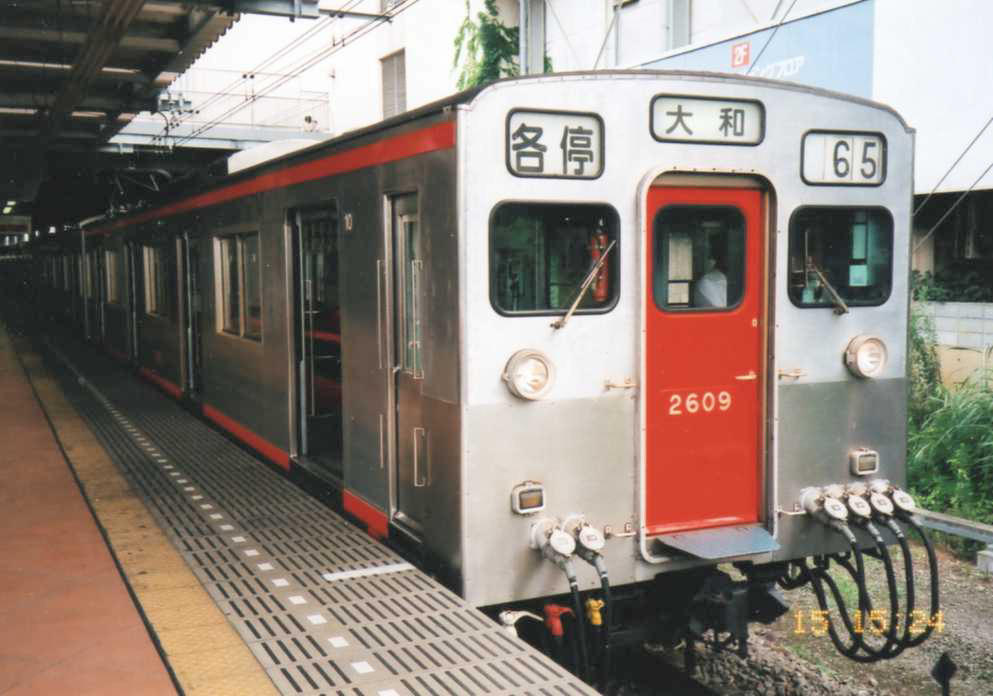
серия 2100
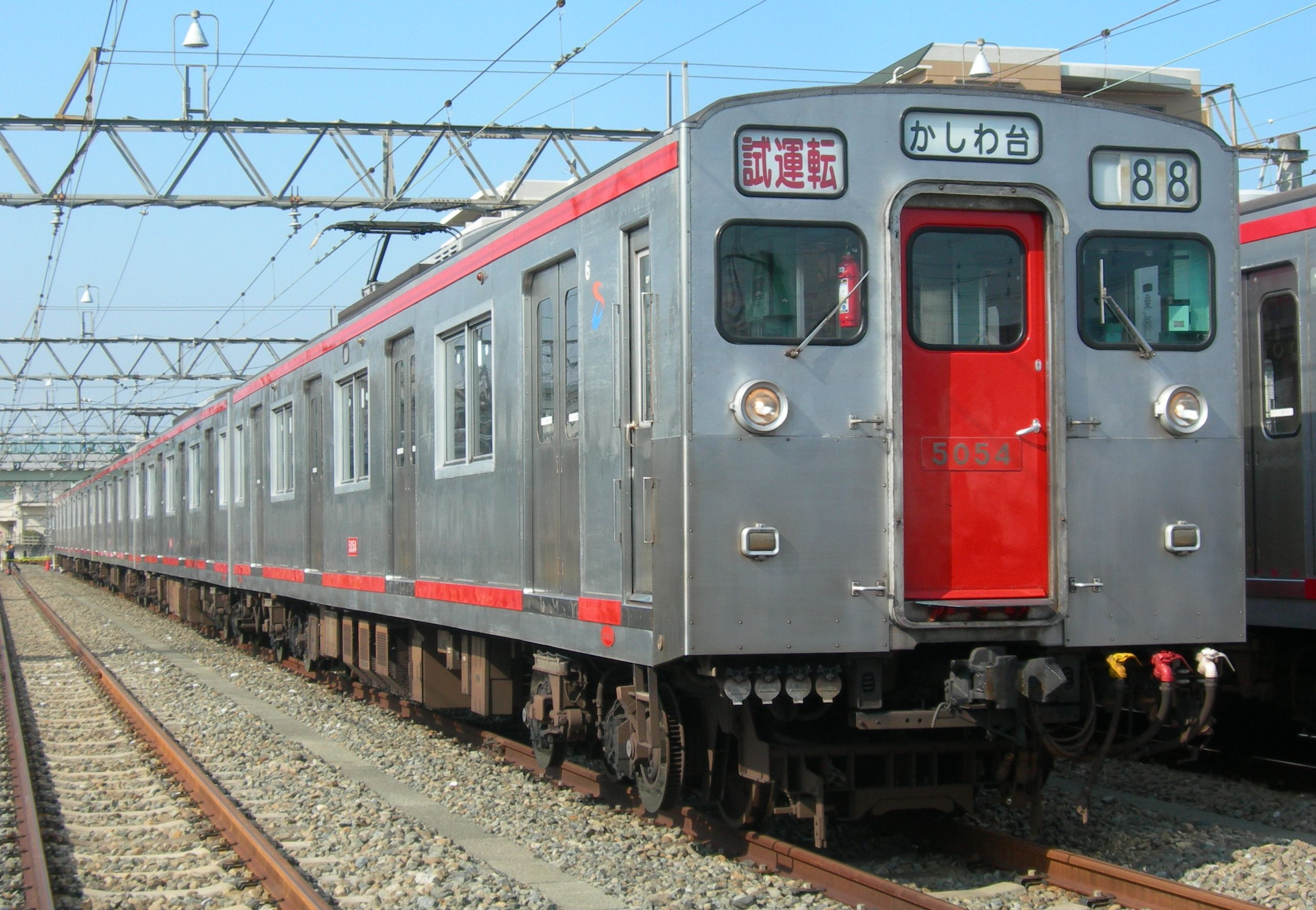
серия 5000, февраль 2009
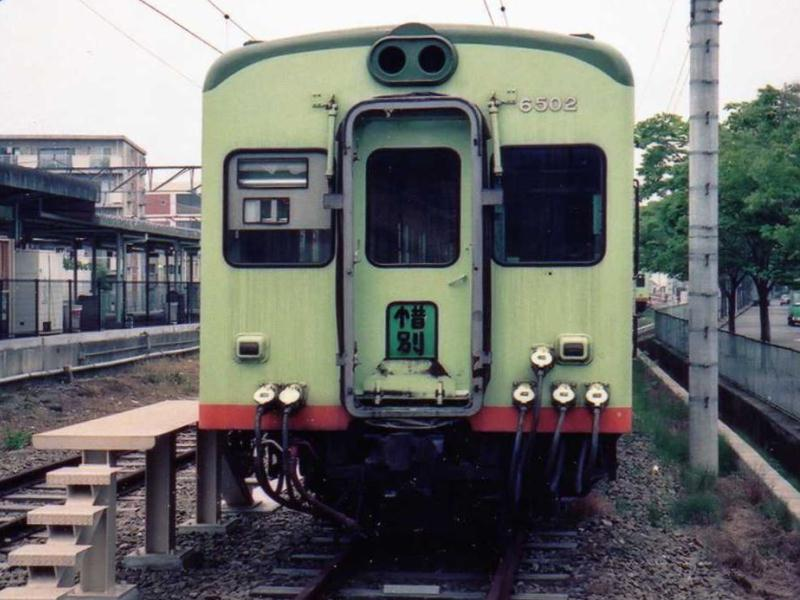
Вагон серии 6000 перед утилизацией, июнь 1993
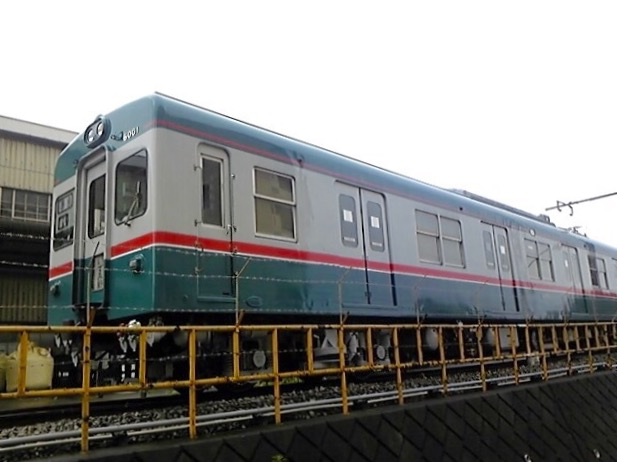
сохранённый вагон серии 6000, июнь 2009
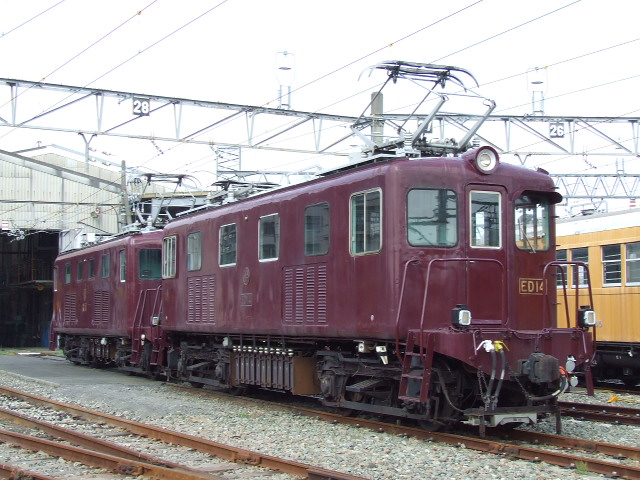
локомотив серии ED10